# Bơi nghệ thuật tại Đại hội Thể thao châu Á 1994
Nội dung bơi nghệ thuật tại Đại hội Thể thao châu Á 1994 được tranh tài từ ngày 8 đến 9 tháng 12 năm 1994, diễn ra tại Bể bơi Sóng Lớn, Hiroshima, Nhật Bản. Tổng cộng có 11 vận động viên đến từ 5 quốc gia tranh tài ở nội dung này, Nhật Bản giành huy chương vàng ở cả hai nội dung, Trung Quốc giành hai huy chương bạc và Hàn Quốc giành hai huy chương đồng.

## Quốc gia tham dự
Tổng cộng có 11 vận động viên đến từ 5 quốc gia tranh tài môn bơi nghệ thuật tại Đại hội Thể thao châu Á 1994:
- Trung Quốc (3)
- Nhật Bản (2)
- Kazakhstan (2)
- Hàn Quốc (2)
- Uzbekistan (2)

## Danh sách huy chương
| Nội dung | Vàng                                     | Bạc                             | Đồng                                     |
| -------- | ---------------------------------------- | ------------------------------- | ---------------------------------------- |
| Đơn      | Fumiko Okuno · Nhật Bản                  | Wu Chunlan · Trung Quốc         | Choi Jeong-yun · Hàn Quốc                |
| Đôi      | Nhật Bản · Fumiko Okuno · Miya Tachibana | Trung Quốc · Fu Yuling · Li Min | Hàn Quốc · Choi Jeong-yun · Choi Yoo-jin |

## Bảng tổng sắp huy chương
| Hạng               | Đoàn               | Vàng | Bạc | Đồng | Tổng số |
| ------------------ | ------------------ | ---- | --- | ---- | ------- |
| 1                  | Nhật Bản (JPN)     | 2    | 0   | 0    | 2       |
| 2                  | Trung Quốc (CHN)   | 0    | 2   | 0    | 2       |
| 3                  | Hàn Quốc (KOR)     | 0    | 0   | 2    | 2       |
| Tổng số (3 đơn vị) | Tổng số (3 đơn vị) | 2    | 2   | 2    | 6       |